# Droga I/49 (Czechy)
Droga krajowa 49 (cz. Silnice I/49) – droga krajowa Czechach. Droga biegnie z Otrokovic przez Zlin do dawnego przejścia granicznego ze Słowacją. Na 11 kilometrowym odcinku biegnie wspólnym śladem z drogą krajową nr 57. W przyszłości obecna trasa zostanie zastąpiona nowoczesną autostradą D49.